# Hagenburg
Hagenburg er en by og kommune i det nordvestlige Tyskland med godt 4.500 indbyggere (2013)[kilde mangler], beliggende i Samtgemeinde Sachsenhagen i den nordlige del af Landkreis Schaumburg. Denne landkreis ligger i delstaten Niedersachsen.

## Geografi
Hagenburg er beliggende i Naturpark Steinhuder Meer lidt syd for Steinhuder Meer, mellem Rehburger Berge og Neustädter Moor, vest for Steinhude og nord for Sachsenhagen. Bundesstraße 441.
I 1970 dannedes „Flecken Hagenburg“ (kommune) i forbindelse med den store områdereform, af de tidligere mindre kommuner Hagenburg og Altenhagen. I 1974 blev Hagenburg en del af Samtgemeinde (storkommunen) Sachsenhagen.

## Historie
I 1686 opførtes i nordenden af byen, forløberen for et nuværende Schloss Hagenburg, der er fra slutningen af 1700-tallet. Det er hjemsted for fyrsterne af Schaumburg-Lippe.